# Sertã
Sertã – miejscowość w Portugalii, leżąca w dystrykcie Castelo Branco, w regionie Centrum w podregionie Pinhal Interior Sul. Miejscowość jest siedzibą gminy o tej samej nazwie.

## Demografia
| Evolução da população do concelho da Sertã (1801–2011) | Evolução da população do concelho da Sertã (1801–2011) | Evolução da população do concelho da Sertã (1801–2011) | Evolução da população do concelho da Sertã (1801–2011) | Evolução da população do concelho da Sertã (1801–2011) | Evolução da população do concelho da Sertã (1801–2011) | Evolução da população do concelho da Sertã (1801–2011) | Evolução da população do concelho da Sertã (1801–2011) | Evolução da população do concelho da Sertã (1801–2011) | Evolução da população do concelho da Sertã (1801–2011) |
| ------------------------------------------------------ | ------------------------------------------------------ | ------------------------------------------------------ | ------------------------------------------------------ | ------------------------------------------------------ | ------------------------------------------------------ | ------------------------------------------------------ | ------------------------------------------------------ | ------------------------------------------------------ | ------------------------------------------------------ |
| 1801                                                   | 1849                                                   | 1900                                                   | 1930                                                   | 1960                                                   | 1981                                                   | 1991                                                   | 2001                                                   | 2004                                                   | 2011                                                   |
| 10 235                                                 | 13 456                                                 | 20 380                                                 | 24 057                                                 | 27 997                                                 | 21 503                                                 | 18 199                                                 | 16 720                                                 | 16 208                                                 | 15 880                                                 |

## Sołectwa
Sołectwa gminy Sertã (ludność wg stanu na 2011 r.):
- Cabeçudo (957 osób)
- Carvalhal (465)
- Castelo (1046)
- Cernache do Bonjardim (3052)
- Cumeada (503)
- Ermida (218)
- Figueiredo (205)
- Marmeleiro (228)
- Nesperal (305)
- Palhais (268)
- Pedrógão Pequeno (753)
- Sertã (6196)
- Troviscal (864)
- Várzea dos Cavaleiros (820)